# カウアブリ川
カウアブリ川は、ブラジル北西部のアマゾナス州の川である。ネグロ川の支流であり、ネブリナ山周辺のベネズエラとの国境地帯を源流とする。

## 参照
- アマゾナス州の川のリスト（英語版）